# Cantonul Thiron-Gardais
Cantonul Thiron-Gardais este un canton din arondismentul Nogent-le-Rotrou, departamentul Eure-et-Loir, regiunea Centru, Franța.

## Comune
| Comune                | Populație (1999) | Cod poștal | Cod INSEE |
| --------------------- | ---------------- | ---------- | --------- |
| Chassant              | 298              | 28480      | 28086     |
| Combres               | 368              | 28480      | 28105     |
| Coudreceau            | 403              | 28400      | 28112     |
| La Croix-du-Perche    | 163              | 28480      | 28119     |
| Frazé                 | 493              | 28160      | 28161     |
| Frétigny              | 429              | 28480      | 28165     |
| Happonvilliers        | 267              | 28480      | 28192     |
| Marolles-les-Buis     | 211              | 28400      | 28237     |
| Montigny-le-Chartif   | 453              | 28120      | 28261     |
| Nonvilliers-Grandhoux | 316              | 28120      | 28282     |
| Saint-Denis-d'Authou  | 438              | 28480      | 28331     |
| Thiron-Gardais        | 1 121            | 28480      | 28387     |